# 2011 na literatura

## Mortes
| Data | Nome | Profissão | Nacionalidade | Observações | Ref |
| ---- | ---- | --------- | ------------- | ----------- | --- |

## Prémios literários
- Prémio Camões — Manuel António Pina[1]